# Chrysothemis (Tochter des Agamemnon)
Chrysothemis (altgriechisch Χρυσόθεμις Chrysóthemis, von χρυσός chrysós, deutsch ‚Gold‘ und θέμις thémis, deutsch ‚Sitte, Brauch‘) ist in der griechischen Mythologie eine Tochter des Agamemnon und der Klytaimnestra.
In Homers Ilias ist sie die Schwester der Iphianassa und der Laodike. In Sophokles’ Tragödie Elektra – ebenso wie in Euripides’ Orestes und in der Bibliotheke des Apollodor – ist sie die Schwester der Elektra, der Iphianassa und des Orestes.
Als Elektra vom angeblichen Tod ihres Bruders Orestes erfährt, bittet sie Chrysothemis, ihr bei der Rache für ihren von der Mutter ermordeten Vater zu helfen. Chrysothemis lehnt dies ab, weil sie es sich selbst nicht zutraut, die geforderten Morde an Klytaimnestra und Aigisthos auszuführen.
Eine Abbildung der Chrysothemis findet sich auf einer rotfigurigen Vase, wo sie Orestes beim Mord des Aigisthos schützt.

## Nachweise
1. ↑  Homer, Ilias 9,145
2. ↑  Euripides, Orestes 23
3. ↑  Bibliotheke des Apollodor 2,16
4. ↑  Sophokles, Elektra 957